# Semiarundinaria
Semiarundinaria é um género botânico pertencente à família Poaceae.